# The Wonder Years (2021)
The Wonder Years (prt: Anos Incríveis) é uma série de televisão de comédia de amadurecimento americana desenvolvida por Saladin K. Patterson que estreou na ABC em 22 de setembro de 2021. Inspirada na série de 1988 de mesmo nome, é estrelada por Elisha "EJ" Williams como Dean Williams , e segue sua vida enquanto cresce em Montgomery, Alabama, no final dos anos 1960. Don Cheadle empresta sua voz como narrador da série como a contraparte adulta de Dean.

## Premissa
The Wonder Years se passa no final dos anos 1960 e traz um olhar nostálgico para a família Williams, moradores negros de classe média de Montgomery, Alabama, através do ponto de vista do imaginativo Dean de 12 anos.

## Elenco

### Principal
- Elisha "EJ" Williams como Dean Williams
  - Don Cheadle narra como um Dean mais velho
- Dulé Hill como Bill Williams, pai de Dean
- Saycon Sengbloh como Lillian Williams, mãe de Dean
- Laura Kariuki como Kim Williams, irmã de Dean
- Amari O'Neil como Cory Long, amigo de Dean
- Julian Lerner as Brad Hitman, amigo de Dean
- Milan Ray como Keisa Clemmons, a menina dos olhos de Dean

### Recorrente
- Caleb Black como Norman
- Allen Maldonado como Treinador Long, um treinador de beisebol
- Milan Marsh como Charlene
- Charity Jordan como Vivian Long
- Andrew Tull como Hampton

### Convidado
- Richard Gant como Vovô Clisby
- Spence Moore II como Bruce, irmão mais velho de Dean

## Episódios
| N.º | Título                      | Dirigido por               | Escrito por                   | Exibição original       | Cód. de produção | Audiência nos EUA (milhões) |
| --- | --------------------------- | -------------------------- | ----------------------------- | ----------------------- | ---------------- | --------------------------- |
| 1   | "Pilot"                     | Fred Savage                | Saladin K. Patterson          | 22 de setembro de 2021  | 1EDT01           | 3.23                        |
| 2   | "Green Eyed Monster"        | Fred Savage                | Mary Fitzgerald               | 29 de setembro de 2021  | 1EDT02           | 2.69                        |
| 3   | "The Club"                  | Fred Savage                | Max Searle                    | 6 de outubro de 2021    | 1EDT03           | 2.45                        |
| 4   | "The Workplace"             | Shiri Appleby              | Meredith Dawson & Kendra Cole | 13 de outubro de 2021   | 1EDT05           | 2.72                        |
| 5   | "The Lock In"               | Molly McGlynn              | Amberia Allen                 | 20 de outubro de 2021   | 1EDT06           | 2.08                        |
| 6   | "Be Prepared"               | Numa Perrier & Fred Savage | Bob Daily                     | 27 de outubro de 2021   | 1EDT07           | 2.57                        |
| 7   | "Independence Day"          | Robert Townsend            | Jacque Edmonds Cofer          | 3 de novembro de 2021   | 1EDT04           | 2.23                        |
| 8   | "Science Fair"              | Matthew A. Cherry          | Yamin Segal                   | 17 de novembro de 2021  | 1EDT08           | 2.47                        |
| 9   | "Home for Christmas"        | Fred Savage                | Bob Daily                     | 1 de dezembro de 2021   | 1EDT09           | 2.18                        |
| 10  | "Lads and Ladies and Us"    | Ken Whittingham            | Jacque Edmonds Cofer          | 5 de janeiro de 2022    | 1EDT11           | 2.41                        |
| 11  | "Brad Mitzvah"              | Fred Savage                | Yael Galena                   | 12 de janeiro de 2022   | 1EDT10           | 2.54                        |
| 12  | "I'm With the Band"         | Victor Nelli Jr.           | Jordan Black                  | 19 de janeiro de 2022   | 1EDT12           | 2.14                        |
| 13  | "The Valentine's Day Dance" | Victor Nelli Jr.           | Brett Melnick                 | 2 de fevereiro de 2022  | 1EDT13           | 2.36                        |
| 14  | "Country Dean"              | Fred Savage                | Bob Daily                     | 23 de fevereiro de 2022 | 1EDT14           | 2.24                        |
| 15  | "Black Teacher"             | Fred Savage                | Amberia Allen                 | 2 de março de 2022      | 1EDT15           | ASD                         |
| 16  | "The Sleepover"             | ASA                        | ASA                           | 16 de março de 2022     | ASA              | ASD                         |
| 17  | "Jobs and Hangouts"         | ASA                        | ASA                           | 23 de março de 2022     | ASA              | ASD                         |

## Produção

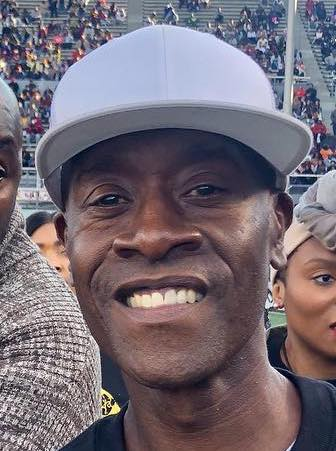
O ator Don Cheadle é o narrador do programa

The Wonder Years foi anunciada em 8 de julho de 2020, quando a ABC deu ao projeto um pedido de piloto com Fred Savage, a estrela da série original, anexado à produção direta e executiva. Em janeiro de 2021, o piloto foi confirmado, com a produção ocorrendo em Atlanta, Geórgia. Em março de 2021, Saycon Sengbloh, Elisha "EJ" Williams, Dulé Hill, Laura Kariuki, Milan Ray, Julian Lerner e Amari O'Neil se juntaram ao elenco, com Don Cheadle anunciado para servir como narrador do programa. Em 14 de maio de 2021, The Wonder Years recebeu um pedido de série. Em julho, Allen Maldonado foi escalado para um papel recorrente.
Em um painel de discussão da Television Critics Association em agosto de 2021, os membros da equipe revelaram que a série abordaria grandes eventos de 1968, incluindo o assassinato de Martin Luther King Jr. Quando perguntado sobre a escalação de Maldonado, cujo personagem na época era especulado como afro-latino como Maldonado, o escritor e produtor executivo Saladin K. Patterson disse que "queriam representar a diáspora da negritude com certeza. E parte disso está na aparência e visuais, mas parte disso está apenas no fundo e essas histórias individuais que vêm dessas misturas de culturas. Ele certamente se encaixa nesse quadro que queremos definir."
A primeira temporada recebeu originalmente uma pedido de 9 episódios. Em 26 de outubro de 2021, a primeira temporada foi expandida para uma temporada completa de 22 episódios. Em novembro de 2021, foi relatado que Richard Gant e Spence Moore II também estrelariam.

## Lançamento
Nos EUA, a série estreou na ABC em 22 de setembro de 2021, sendo exibida às quartas-feiras às 20h30, com disponibilidade no dia seguinte no Hulu. No Canadá, a série foi ao ar na CTV. A série também está programada para estrear no Disney+ através do hub de streaming Star como uma série original em países selecionados. Na América Latina, a série estreia como uma série original no Star+. Em 8 de novembro de 2021, a Hollywood Records disponibilizou a música tema do programa para streaming e download. A música foi escrita por Roahn Hylton e Jacob Yoffee e conta com vocais de Scotty Granger.